# Holomelina pallicornis
Holomelina pallicornis là một loài bướm đêm thuộc phân họ Arctiinae, họ Erebidae.